# کالین وینگ
کالین وینگ (به انگلیسی: Colleen Wing) یک شخصیت خیالی در کتاب‌های کامیک منتشر شده توسط مارول کامیکس است. شخصیت کالین وینگ توسط نویسنده داگ موئنچ و طراح لری هاما خلق شده است که برای اولین بار در شمارهٔ ۱۹ از مجموعه گلچین ادبی مارول پرمیئر (نوامبر ۱۹۷۴) معرفی شد. وینگ از نوادگان خاندانی سامورایی و رزمی‌کاری ژاپنی است که انتقام مرگ پدربزرگش را با کمک شخصیت ابرقهرمان مشت آهنی گرفته است. او پس از ورود به نیویورک سیتی، با افسر سابق پلیس میستی نایت دوست می‌شود و با یکدیگر مرکز تحقیقات خصوصی را آغاز می‌کنند. این دو بعدها تیمی با هدف مبارزه با جرم و جنایت به نام دختران اژدها را شکل می‌دهند. وینگ و نایت به عنوان کارآگاه خصوصی، اغلب با شخصیت‌های لوک کیج و مشت آهنی همکاری می‌کنند.
جسیکا هنویک به ایفای نقش این شخصیت در مجموعهٔ تلویزیونی نتفلیکس با عنوان مشت آهنین پرداخته است.